# 에린 맥키

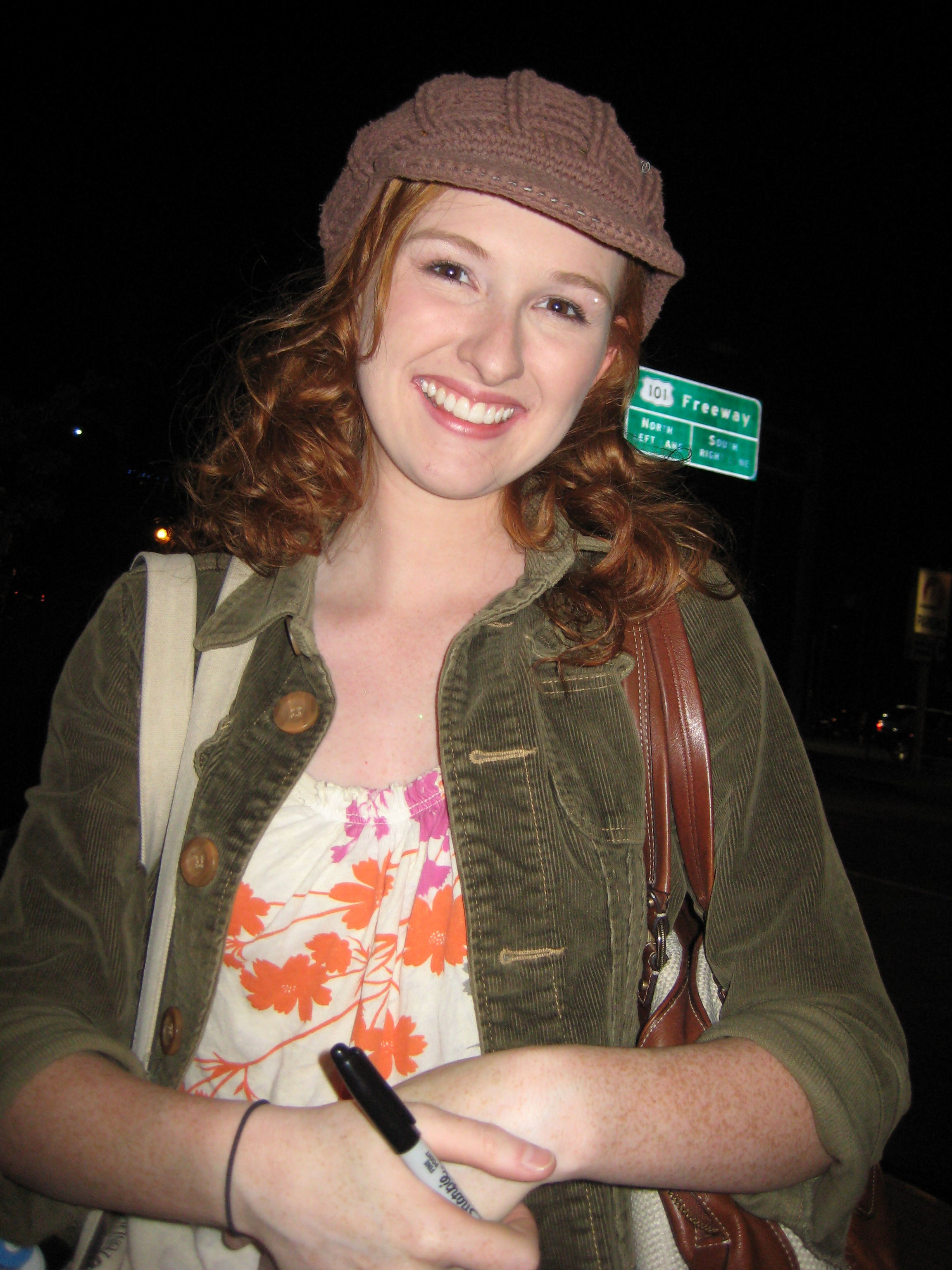

에린 맥키(Erin Mackey, 1986년 6월 19일 ~ )는 미국의 가수, 연극 배우, 배우, 영화배우이다.
풀러턴에서 태어났다.

## 영화
- 인턴 (2015년) - 제인 역
- 페어런트 트랩 (1998년) - 핼리/애니 대역 역